# Т44
Тепловоз T44 — четырёхосный тепловоз, выпускавшийся совместно NOHAB и KVAD с 1968 по 1987 год. Он используется как для грузовых поездов, так и для маневровой работы. Большинство из них принадлежит шведской Green Cargo, также тепловозы нашли применение в Норвегии и Израиле.
Тепловоз имеет двухтактный V-образный 12-цилиндровый дизельный двигатель.
По сравнению со своим предшественником T43, T44 является более мощным, с улучшенной звукоизоляцией, также внешне он немного больше, хотя в целом тепловозы довольно похожи.
В 2007 году Green Cargo решила произвести полный ремонт 100 тепловозов, с установкой новых четырёхтактных двигателей взамен старых. Реконструкция, как ожидается, продлит срок эксплуатации на 15—20 лет.